# ラファエル・バティスタ (外野手)
- ラファエル・バウティスタ
- ラファエル・バウティースタ
- ラファエル・ボーティスタ

ラファエル・ダーウィング・バティスタ・ロドリゲス（Rafael Darwing Bautista Rodriguez、1993年3月8日 - ）は、 ドミニカ共和国・サントドミンゴ出身のプロ野球選手（外野手）。右投右打。現在はFA。

## 経歴
2012年にワシントン・ナショナルズと契約してプロ入り。契約後、傘下のルーキー級ドミニカン・サマーリーグ・ナショナルズでプロデビュー。67試合に出場して打率.329・27打点・47盗塁の成績を残した。
2013年はルーキー級ガルフ・コーストリーグ・ナショナルズでプレーし、52試合に出場して打率.322・1本塁打・27打点・26盗塁の成績を残した。
2014年はA級ヘイガーズタウン・サンズでプレーし、134試合に出場して打率.290・5本塁打・54打点・69盗塁の成績を残した。
2015年はルーキー級ガルフ・コーストリーグ・ナショナルズ、A-級オーバーン・ダブルデイズ、A+級ポトマック・ナショナルズでプレーし、3球団合計で66試合に出場して打率.275・1本塁打・14打点・26盗塁の成績を残した。
2016年はAA級ハリスバーグ・セネターズでプレーし、136試合に出場して打率.282・4本塁打・39打点・56盗塁の成績を残した。オフの11月18日にはルール・ファイブ・ドラフトでの流出を防ぐために40人枠入りした。
2017年は開幕をAAA級シラキュース・チーフスで迎え、4月29日にメジャー初昇格し、翌30日のニューヨーク・メッツ戦にて代打でメジャーデビュー。5月6日のフィラデルフィア・フィリーズ戦でメジャー初安打を放った。この年メジャーでは17試合に出場して打率.160の成績を残した。
2018年6月9日に自由契約となったが、13日にマイナー契約で再契約した。
2020年11月2日にFAになった。

## 詳細情報

### 年度別打撃成績
| 年 度    | 球 団    | 試 合 | 打 席 | 打 数 | 得 点 | 安 打 | 二 塁 打 | 三 塁 打 | 本 塁 打 | 塁 打 | 打 点 | 盗 塁 | 盗 塁 死 | 犠 打 | 犠 飛 | 四 球 | 敬 遠 | 死 球 | 三 振 | 併 殺 打 | 打 率 | 出 塁 率 | 長 打 率 | O P S |
| -------- | -------- | ----- | ----- | ----- | ----- | ----- | -------- | -------- | -------- | ----- | ----- | ----- | -------- | ----- | ----- | ----- | ----- | ----- | ----- | -------- | ----- | -------- | -------- | ----- |
| 2017     | WSH      | 17    | 27    | 25    | 2     | 4     | 0        | 0        | 0        | 4     | 0     | 0     | 0        | 0     | 0     | 2     | 0     | 0     | 5     | 1        | .160  | .222     | .160     | .382  |
| 2018     | WSH      | 9     | 6     | 6     | 1     | 0     | 0        | 0        | 0        | 0     | 0     | 0     | 0        | 0     | 0     | 0     | 0     | 0     | 1     | 1        | .000  | .000     | .000     | .000  |
| MLB：2年 | MLB：2年 | 26    | 33    | 31    | 3     | 4     | 0        | 0        | 0        | 4     | 0     | 0     | 0        | 0     | 0     | 2     | 0     | 0     | 6     | 2        | .129  | .182     | .129     | .311  |

- 2020年度シーズン終了時

### 年度別守備成績
| 年 度 | 球 団 | 中堅（CF） | 中堅（CF） | 中堅（CF） | 中堅（CF） | 中堅（CF） | 中堅（CF） | 左翼（LF） | 左翼（LF） | 左翼（LF） | 左翼（LF） | 左翼（LF） | 左翼（LF） | 右翼（RF） | 右翼（RF） | 右翼（RF） | 右翼（RF） | 右翼（RF） | 右翼（RF） |
| 年 度 | 球 団 | 試 合      | 刺 殺      | 補 殺      | 失 策      | 併 殺      | 守 備 率   | 試 合      | 刺 殺      | 補 殺      | 失 策      | 併 殺      | 守 備 率   | 試 合      | 刺 殺      | 補 殺      | 失 策      | 併 殺      | 守 備 率   |
| ----- | ----- | ---------- | ---------- | ---------- | ---------- | ---------- | ---------- | ---------- | ---------- | ---------- | ---------- | ---------- | ---------- | ---------- | ---------- | ---------- | ---------- | ---------- | ---------- |
| 2017  | WSH   | 1          | 0          | 0          | 0          | 0          | ----       | 1          | 0          | 0          | 0          | 0          | ----       | 11         | 11         | 0          | 0          | 0          | 1.000      |
| 2018  | WSH   | 4          | 1          | 0          | 0          | 0          | 1.000      | 3          | 3          | 0          | 0          | 0          | 1.000      | 1          | 0          | 0          | 0          | 0          | ----       |
| MLB   | MLB   | 5          | 1          | 0          | 0          | 0          | 1.000      | 4          | 3          | 0          | 0          | 0          | 1.000      | 12         | 11         | 0          | 0          | 0          | 1.000      |

- 2020年度シーズン終了時

### 背番号
- 9（2017年 - 2018年）